# Billie Whitelaw
Billie Honor Whitelaw CBE (Coventry, 6 de junho de 1932 - Northwood, 21 de dezembro de 2014) foi uma atriz inglesa. Trabalhou em estreita colaboração com o dramaturgo irlandês Samuel Beckett por 25 anos e foi considerada um dos principais intérpretes de suas obras. Ela também era conhecida por interpretar a sra. Baylock, uma babá demoníaca no filme A Profecia de 1976.